# Casa al carrer Santa Marina, 12 (Valls)
La Casa al carrer Santa Marina, 12 és una obra de Valls (Alt Camp) protegida com a Bé Cultural d'Interès Local.

## Descripció
Edifici entre mitgeres situat al carrer Santa Marina. Es tracta d'una construcció de quatre altures, planta baixa i tres pisos. Ha sofert remodelacions que han alterat la seva fesomia i sols resta el portal d'accés, en forma d'arc escarser adovellat i la porta de fusta de dues fulles.